# テリー伊藤 サンデーのってけラジオ
テリー伊藤 サンデーのってけラジオ（テリーいとうサンデーのってけラジオ）とは、ニッポン放送にて2010年7月4日から2012年9月30日まで放送されていたラジオ番組。
2012年の春改編で放送時間が30分短縮となる。内包していた『Dr.コパの風水の知恵かしまSHOW』は同時間帯で単独番組となった。

## 備考
1997年4月から13年3ヶ月に渡り平日昼のワイド番組を担当したテリー伊藤が、2010年の夏季改編により週1回、日曜昼の放送を担当することとなった。実質「のってけシリーズ」の5作目に該当する。テリーがニッポン放送の週末ワイド番組を担当するのは『天才テリーの芸能ダマスカス』以来となる。
平日昼の番組は生放送であったが、テリーが『サンデースクランブル』（テレビ朝日）のコメンテーターを務めている関係上、本番組は収録形式となっている。
2012年9月30日をもって放送終了、テリーは金曜夕方の新番組『テリー伊藤のフライデースクープ そこまで言うか!』へ移動となる。それに伴い1997年5月の『のってけテリー!渚の青春花吹雪』から足掛け15年4か月続いた「のってけシリーズ」は終了となる。

## 番組内容
開始当初は、テリー、熊田、吉田アナの3人が毎週東京都内の各地を散策しながら、地元の人々と触れ合うという形式だった。2011年4月以降は内容を一新し、13時台前半は最近の気になるニュースについてテリーがコメントするコーナー、13時台後半から14時台にかけてはゲストコーナーとなっている。

## 放送時間
- 毎週日曜　13時30分〜14時30分（2012年4月8日-終了）
- 毎週日曜　13時〜14時30分（開始-2012年4月1日）
  - プロ野球デーゲーム中継が放送される場合、14:00までの放送となる。

## 出演者
メインパーソナリティ
- テリー伊藤

アシスタント
- 熊田曜子
- 吉田尚記（ニッポン放送アナウンサー）

## タイムテーブル
- 13:00.00 オープニング
- 13:05 テリー伊藤 今週のコラム
- 13:15頃 ニッポン放送交通情報(九段センター)
- 13:20 Dr.コパの風水の知恵かしまSHOW（STVラジオ、東海ラジオ、ABCラジオ、KBCラジオに遅れネット）
- 13:30 ゲストコーナー
- 13:51 のってけセブン-イレブン
  - 野球シーズン中：ショウアップナイターTODAY
- 13:54 ニッポン放送ニュース
- 13:57 ニッポン放送交通情報(九段センター)
- 14:00 引き続きゲストコーナー 「本音を直撃!5つの質問」
- 14:27 エンディング

## 番組テーマ曲
- ベイ・シティ・ローラーズ「二人だけのデート-I only want to be with you-」（2011年4月以降）